# Doug Pinnick
Doug Pinnick, né le 3 septembre 1950, est un auteur-compositeur-interprète et bassiste américain de hard rock. Il est principalement connu pour être le leader du groupe King's X.

## Biographie
En 1980, Pinnick fonde avec Ty Tabor, Jerry Gaskill et Dan McCollam le groupe The Edge qui change de nom après le départ de McCollam et devient King's X au cours des années 80. Leur premier album, Out of the Silent Planet, sort en 1988.
En 1997, il fonde le groupe Poundhound avec son camarade de King's X Jerry Gaskill.
En 1998, il confirme son homosexualité lors d'une interview pour le magazine Regeneration Quarterly.
En janvier 2013, il s'associe avec Eric Gales et Thomas Pridgen (The Mars Volta) sous le nom de Pinnick Gales Pridgen et en septembre il fonde le groupe KXM avec Ray Luzier (Korn) et George Lynch (Lynch Mob/T&N/Dokken).

## Discographie

### carrière solo (Dug Pinnick)
- 2005 : Emotional Animal
- 2006 : Songs from the Closet: The Doug Pinnick Demos, vol. 1
- 2007 : Strum Sum Up
- 2013 : Naked

### avec King's X
- 1988 : Out of the Silent Planet
- 1989 : Gretchen Goes to Nebraska
- 1990 : Faith, Hope, Love by King's X
- 1992 : King's X
- 1994 : Dogman
- 1996 : Ear Candy
- 1997 : The Best of King's X
- 1998 : Tape Head
- 2000 : Please Come Home... Mr Bulbous
- 2001 : Manic Moonlight
- 2003 : Black Like Sunday
- 2004 : Live All Over the Place
- 2005 : Ogre Tones
- 2006 : Live, Live, Live... and Some More
- 2008 : XV
- 2010 : Live Love in London
- 2012 : Burning Down Boston
- 2022 : Three Sides of One

### avec Poundhound
- 1998 : Massive Grooves...
- 2001 : Pineappleskunk

### avec Supershine
- 2000 - Supershine

### avec The Mob
- 2005 : The Mob

### avec Razr 13
- 2009 : Reflections

### avec3rdEar Experience
- 2011 : Peacock Black
- 2013 : BOI

### avec Tres Mts.
- 2014 : Three Mountains

### avec Pinnick Gales Pridgen
- 2013 : Pinnick Gales Pridgen
- 2014 : PGP 2

### avec Grinder Blues
- 2014 : Grinder Blues

### avec KXM
- 2014 : KXM
- 2017 : Scatterbrain

## Participations diverses
- Dream Theater - Falling into Infinity (1997)
- T&N - Slave to the Empire (2012)
- Klone - The Dreamer's Hideaway (2012)
- Tourniquet - Onward to Freedom (2014)
- Metal Allegiance - Metal Allegiance (2015)
- Ted Kirkpatrick - The Doom in Us All: A Tribute to Black Sabbath (2016)